# گونگ یه
گونگ یه (تولد ۸۶۹) (حکومت ۹۰۱–۹۱۸) اولین پادشاه سلسله گوگوریو جدید و پسر گیونگ مون چهل و هشتمین پادشاه شیلا بود. وی در سال ۹۱۸ مرد و حکومت را چون مقطوع‌النسل بود به برادر زنش که به وصیت گونگ یه به نام گونگ یه دوم به پادشاهی رسیده بود سپرد و او پس از دوسال توسط تائجو کشته شد و با مرگش، تائجو سلسله گوریو را تأسیس کرد.